# The Blue Marble

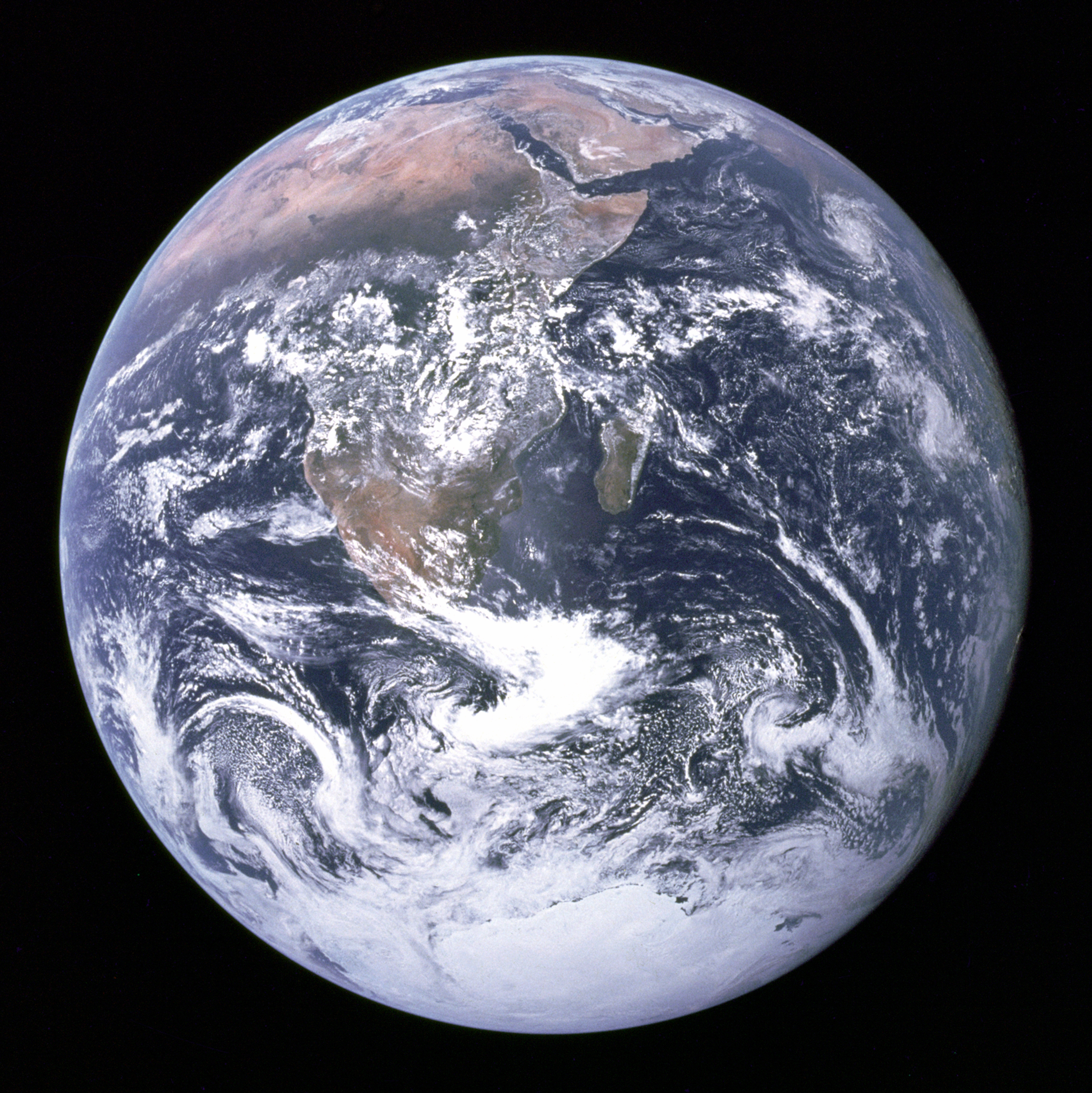
Tłumaczenie oryginalnego opisu fotografii: „Obraz Ziemi widziany przez załogę Apollo 17 podróżującą w kierunku Księżyca. Obszar widoczny na zdjęciu rozciąga się od Morza Śródziemnego po lodowe czapy Antarktydy na południu. Jest to pierwszy raz, gdy tor lotu Apolla umożliwia sfotografowanie czap lodowych na Antarktydzie. Proszę zwrócić uwagę na ciężkie chmury nad półkulą południową. Niemal całe wybrzeże Afryki jest dobrze widoczne. Półwysep Arabski można zauważyć na północny wschód od Afryki. Duża wyspa u wybrzeży Afryki to Madagaskar. Kontynent azjatycki znajduje się za horyzontem północno-wschodnim”

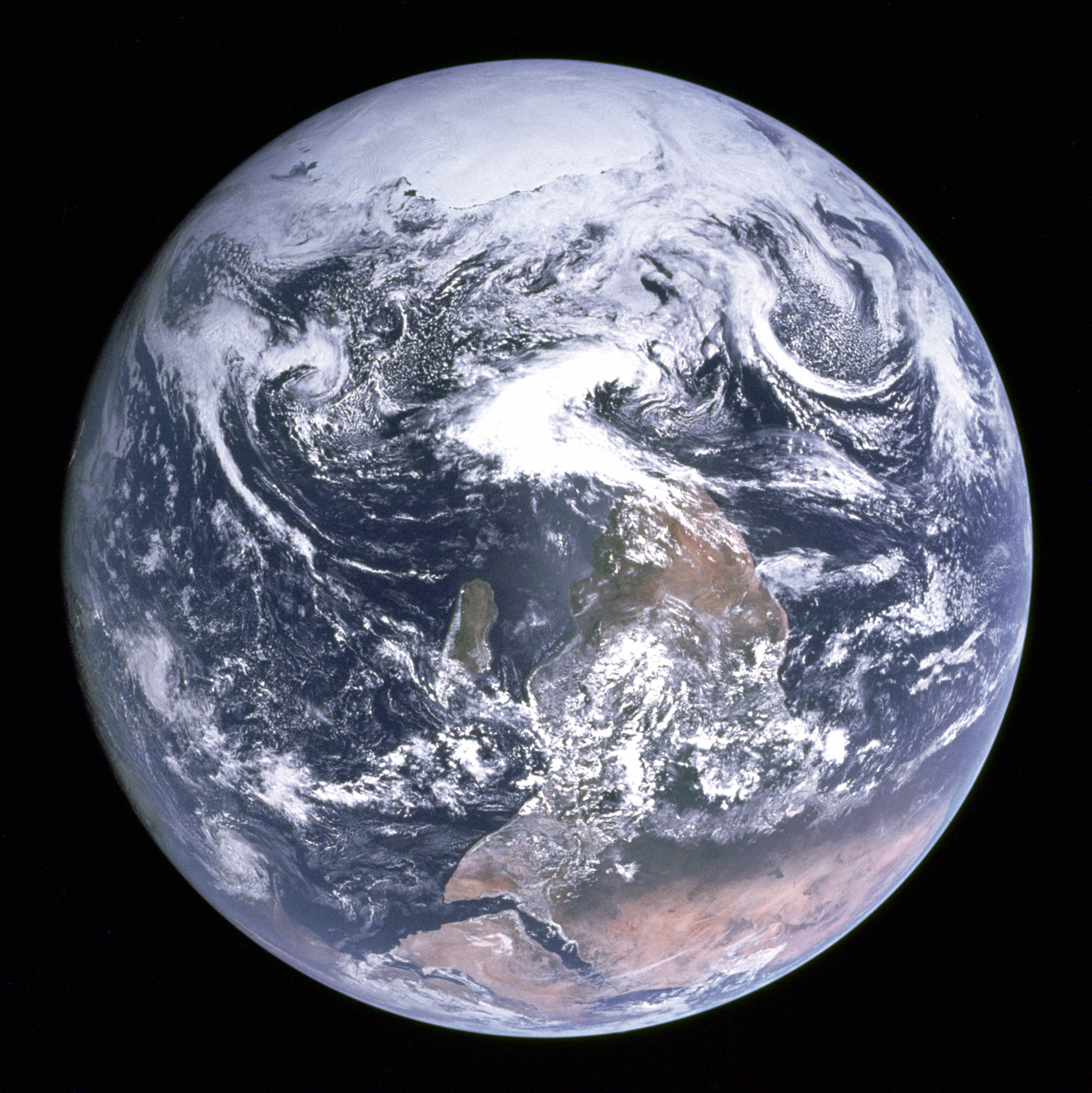
Początkowo na górze zdjęcia znajdował się biegun południowy

The Blue Marble – zdjęcie Ziemi wykonane 7 grudnia 1972 przez załogę Apollo 17 z odległości około 29 000 km.
Nazwa ta była także używana przez NASA dla serii nowoczesnych zestawów zdjęć przedstawiających całą kulę ziemską w wysokiej rozdzielczości, stworzonych dzięki selekcji zdjęć wykonywanych przez satelity w celu minimalizacji chmur widzianych na fotografii.

## Fotografia
Zdjęcie zrobione przez astronautów 7 grudnia 1972 roku jest prawdopodobnie jednym z najbardziej rozpowszechnionych obrazów w historii. Fotografia ta jest jedną z niewielu, które pokazują w pełni oświetloną Ziemię, gdyż w momencie wykonywania zdjęcia Słońce znajdowało się za Apollo 17. Astronautom Ziemia przypominała szklany marmurek, stąd nazwa.

### Historia
Zdjęcie zostało wykonane 7 grudnia 1972 roku o 5:39 EST (10:39 UTC), około pięć godzin i sześć minut po starcie. Oficjalnym oznaczeniem fotografii jest AS17-148-22727. Do zrobienia zdjęcia użyto aparatu Hasselblad z obiektywem o ogniskowej 80 mm. NASA oficjalnie przypisuje autorstwo całej załodze Apollo 17 – Eugene’owi Cernanowi, Ronaldowi Evansowi i Harrisonowi Schmittowi, spośród których wszyscy w trakcie misji wykonywali zdjęcia przy użyciu Hasselblada. Dowody wskazują, że – mimo iż zdjęcie mogło być zrobione przez każdego z astronautów – słynna fotografia została prawdopodobnie wykonana przez Harrisona Schmitta, jednak jej prawdziwy autor wciąż nie może być w pełni zweryfikowany.
Blue Marble jest pierwszym zdjęciem przedstawiającym oświetloną Ziemię. Opublikowane w okresie wzrostu aktywności ruchów ochrony środowiska było często wykorzystywane jako obraz jej słabości, wrażliwości i osamotnienia w przestrzeni kosmicznej. Archiwista NASA Mike Gentry spekulował, że Blue Marble jest najszerzej rozpowszechnioną ilustracją w dziejach ludzkości.
Początkowo na górze zdjęcia znajdował się biegun południowy, jednak przed jego wydaniem zostało dostosowane do tradycyjnej perspektywy, w której na górze znajduje się północ.

## Serie obrazów satelitarnych
W 2002 roku NASA opublikowała obszerny zestaw zdjęć satelitarnych obejmujący zarówno obrazy nadające się zarówno do oglądania przez ludzi od razu, jak i przeznaczone do dalszego przetwarzania. W tym czasie rozdzielczość 1 km/piksel była najwyższą możliwą dostępną za darmo i pozwalającą na dalszy użytek. W 2005 wydano kolekcję Blue Marble: Next Generation o jeszcze większej rozdzielczości – 500 m/piksel.